# Centres de lecture et d'animation culturelle
 (décembre 2022).
Si vous disposez d'ouvrages ou d'articles de référence ou si vous connaissez des sites web de qualité traitant du thème abordé ici, merci de compléter l'article en donnant les références utiles à sa vérifiabilité et en les liant à la section « Notes et références ».
Les Centres de lecture et d'animation culturelle (CLAC) constituent un programme emblématique mis en place par l'Organisation internationale de la Francophonie (OIF). Depuis 1985, l'OIF a en effet acquis une expertise internationalement reconnue dans le domaine de la lecture publique à travers la mise en place d’un programme intitulé Centres de lecture et d’animation culturelle. Implantés dans 23 pays francophones, dont vingt sur le continent africain, les 305 CLAC, créés et soutenus par l’OIF, jouent un rôle déterminant dans la transmission du savoir et la diffusion des connaissances. 
Les Centres de lecture et d’animation culturelle donnent accès à la lecture dans les zones rurales les plus reculées. Ces centres font cohabiter, dans un même espace, une bibliothèque publique de qualité et un lieu de convivialité et d’échanges. Habituellement situés dans des zones rurales ou péri-urbaines où les coopérations sont peu présentes, les CLAC sont fréquentés par des écoliers, des jeunes, des enseignants mais aussi des fonctionnaires locaux et des membres des associations de la société civile.
Chaque CLAC dispose d’un fonds documentaire d’environ 2000 ouvrages, de jeux et d’outils pédagogiques, mais aussi d’un espace public et d’équipements audiovisuels adaptés.
On estime que les CLAC sont visités annuellement par plus de 3 millions d’utilisateurs.